# Sự kiện Morrison

Tranh minh họa tàu Morrison của Nhật Bản, neo đậu phía trước Uraga năm 1837.

Sự kiện Morrison (モリソン号事件 Morison-gō Jiken) năm 1837 xảy ra khi một tàu buôn của Mỹ mang tên Morrison do Charles W. King cầm lái, bị đánh đuổi bằng bằng hỏa lực đại bác theo chính sách "sakoku" (tỏa quốc). Điều này được thực hiện dựa theo Lệnh đánh đuổi tàu thuyền nước ngoài năm 1825 của Mạc phủ Tokugawa. Người ta cho rằng King đã lấy cớ hồi hương bảy người Nhật đắm tàu, trong số đó có Otokichi, để cố gắng mở cửa giao thương với Nhật Bản.

## Diễn biến
Ngoài mục đích thương mại, con tàu còn cố gắng hồi hương bảy người Nhật bị đắm tàu được vớt lên ở Ma Cao. Nó cũng chở các nhà truyền giáo Ki-tô giáo như Samuel Wells Williams. Vào tháng 7 năm 1837, Charles W. King khởi hành cùng bảy người Nhật trên một con tàu buôn của Mỹ có tên là SS Morrison, đi đến Uraga tại cửa Vịnh Edo. Con tàu đã bị tước vũ khí để biểu thị ý định hòa bình. Pháo được bắn tới tấp từ các đỉnh đồi của Bán đảo Miura ngay khi con tàu lại gần Uraga, tuân theo mệnh lệnh của Mạc phủ năm 1825–42 rằng bất kỳ tàu thuyền phương Tây nào đến gần, ngoại trừ tàu Hà Lan, đều phải nã pháo. King thả neo ở khoảng cách an toàn, ngoài tầm bắn của các khẩu đội trên bờ. Vài ngư dân từ một số tàu đánh cá nhỏ đã leo lên tàu SS Morrison, rượu sake và bánh quy được chia sẻ cho đến tận đêm khuya. Tuy nhiên, đến rạng sáng, các khẩu pháo được đưa đến gần bờ biển hơn, và chúng lại nhắm đến con tàu làm mục tiêu phóa kích. Hàng trăm chiếc thuyền nhỏ, mỗi chiếc có một khẩu đại bác ở phía trước, cũng bắt đầu bao vây và tấn công con tàu. Morrison bèn chạy ra xa, với ít thiệt hại.
King bèn dong buồm tới Kagoshima ở Kyūshū. Ngày đầu tiên ông gặp gỡ một số quan chức ở đó, đã bắt giữ hai trong số những người bị đắm tàu. Ngày hôm sau, một ngư dân đến bên cạnh và cảnh báo các thủy thủ hãy rời đi ngay lập tức. Khi con tàu đang căng buồm, quân binh phiên Satsuma đã nổ súng từ những khẩu đại bác mà họ di chuyển lại gần con tàu ngay trong đêm. King quyết định từ bỏ nhiệm vụ và trở về Quảng Châu với những người còn lại.
King đã rất tức giận trước phản ứng của người Nhật, và khi trở về Hoa Kỳ vào năm 1839, ông đã viết một cuốn sách về cuộc phiêu lưu của mình. Trong cuốn sách, ông giải thích rằng lá cờ Mỹ đã bị chính phủ nước ngoài bắn vào và các cuộc tiếp xúc tiếp theo với Nhật Bản "tốt hơn hết nên để dành cho hành động mạnh mẽ hơn và khôn ngoan hơn của Chính phủ Mỹ". Năm 1845, một nghị quyết được trình lên Quốc hội Hoa Kỳ cho việc mở cửa thương mại với Nhật Bản. Mặc dù nghị quyết không bao giờ được thông qua, chính phủ Mỹ đã cử một đoàn thám hiểm dưới quyền của Đề đốc James Biddle với hai tàu vũ trang hạng nặng, hòng ép Nhật Bản phải đàm phán.
Bản chất của nhiệm vụ của con tàu được biết đến một năm sau sự kiện này, và điều này dẫn đến việc gia tăng chỉ trích đối với Sắc lệnh này.

## Ảnh hưởng văn hóa
- Chuyến thăm Nhật Bản của King được mô tả ngắn gọn trong tập mở đầu của bộ phim thể loại Taiga drama Atsuhime của đài NHK.
- Trong số những người Nhật bị đắm tàu có Yamamoto Otokichi, nổi tiếng với vai trò thu hẹp khoảng cách văn hóa giữa Nhật Bản và phần còn lại của thế giới.